# V.Ita
V.Ita è il primo album da solista del rapper Jack the Smoker, dopo le esperienze di L'alba e Il suono per resistere, l'album è stato pubblicato nel 2009 dalla TRB rec.

## Tracce
1. Non chiedermi (prod. Big Edo)
2. Vita in ita (prod. Don Joe)
3. La legge del più forte (prod. DJ Shocca)
4. Fumatore (prod. Jack The Smoker)
5. Grande Ser.T. (prod. J Silver)
6. 24.7 (feat. Gué Pequeno & Bassi Maestro) (prod. Don Joe)
7. Non credo (prod. Jack The Smoker)
8. Blocco (prod. Mace)
9. Lavoro RMX (prod. Bassi Maestro)
10. Mosaico (prod. Jack The Smoker)
11. O.K. (feat. Asher Kuno) (prod. Jack The Smoker)
12. Lasciarsi e andare (prod. Rayden)
13. Di nuovo in crisi (prod. Mondo Marcio)
14. Ferite aperte (feat. Zampa) (prod. Big Edo)
15. Bad Trip (Malus Track) (prod. Mr. Cocky)